# Amenemhat V
Sejemkara Amenemhat, o Amenemhat V, fue un faraón de la dinastía XIII de Egipto, que gobernó entre 1777-1774 a. C.  Se desconoce dónde está su tumba. 
Su nombre, ...ra (A)menemhat, está inscrito en un fragmento del Canon Real de Turín, en el registro VI, 7, indicando que reinó tres años y colocándolo en tercera posición en la lista de los faraones de la decimotercera dinastía. Su titulatura, que mencionaba sus nombres de Horus, Nesut-Bity y Sa-Ra, se encontró en una estela descubierta en Atribis, en el delta del Nilo.
En Elefantina había una estatua con la siguiente inscripción:

dios bueno, señor del doble país, amo de las ceremonias, rey del Alto y del Bajo Egipto Sejemkara, hijo de Ra, Amenemhat, amado de Satis, señora de Elefantina, que vivirá eternamente.

La cabeza con una parte del busto se encontró en el siglo XIX y se conserva en el Kunsthistorisches Museum de Viena, mientras que la parte inferior, con la inscripción identificativa, se encontró un siglo después y está expuesta en el museo de Asuán.
Aunque la existencia de este faraón está discutida por algunos egiptólogos, estos dos descubrimientos en puntos geográficos tan alejados certifican que reinaba del norte al sur del país y era reconocido como tal.  
Según Kim Ryholt le sucedió su hijo Ameny Qemau, que reinó dos años antes de que subiese al trono Hetepibra, que sería nieto (y no hijo) de Amenemhat según esta teoría. Quemau fue enterrado al sur de Dahshur, una de las necrópolis de Menfis, en una pirámide casi destruida de 52×52 m de base localizada en 1957 por Charles Muses y excavada y estudiada por Ahmad Fakhri.

## Titulatura
| Titulatura | Jeroglífico | Transliteración (transcripción) - traducción - (referencias) |

| G5 |

| G5 |

| S29 | S34 | N17 · N17 |

| S29 | S34 | N17 · N17 |

| S29 | S34 | N17 · N17 |

| S29 | S34 | N17 · N17 |

| G5 |

| G5 |

| S29 | S34 | N17 · N17 |

| S29 | S34 | N17 · N17 |

| S29 | S34 | N17 · N17 |

| S29 | S34 | N17 · N17 |

| N5 | S29 | S42 | D28 |

| N5 | S29 | S42 | D28 |

| N5 | S29 | S42 | D28 |

| N5 | S29 | S42 | D28 |

| N5 | S29 | S42 | D28 |

| N5 | S29 | S42 | D28 |

| N5 | S29 | S42 | D28 |

| N5 | S29 | S42 | D28 |

| N5 | S29 | S42 | D28 |

| N5 | S29 | S42 | D28 |

| N5 | S29 | S42 | D28 |

| N5 | S29 | S42 | D28 |

| N5 | S29 | S42 | D28 |

| N5 | S29 | S42 | D28 |

| N5 | S29 | S42 | D28 |

| N5 | S29 | S42 | D28 |

| M17 | Y5 · N35 | G17 | F4 · X1 |

| M17 | Y5 · N35 | G17 | F4 · X1 |

| M17 | Y5 · N35 | G17 | F4 · X1 |

| M17 | Y5 · N35 | G17 | F4 · X1 |

| M17 | Y5 · N35 | G17 | F4 · X1 |

| M17 | Y5 · N35 | G17 | F4 · X1 |

| M17 | Y5 · N35 | G17 | F4 · X1 |

| M17 | Y5 · N35 | G17 | F4 · X1 |

| M17 | Y5 · N35 | G17 | F4 · X1 |

| M17 | Y5 · N35 | G17 | F4 · X1 |

| M17 | Y5 · N35 | G17 | F4 · X1 |

| M17 | Y5 · N35 | G17 | F4 · X1 |

| M17 | Y5 · N35 | G17 | F4 · X1 |

| M17 | Y5 · N35 | G17 | F4 · X1 |

| M17 | Y5 · N35 | G17 | F4 · X1 |

| M17 | Y5 · N35 | G17 | F4 · X1 |